# Eosphodrus
Eosphodrus is een geslacht van kevers uit de familie van de loopkevers (Carabidae). De wetenschappelijke naam van het geslacht is voor het eerst geldig gepubliceerd in 1988 door Casale.

## Soorten
Het geslacht Eosphodrus is monotypisch en omvat slechts de volgende soort:
- Eosphodrus potanini Semenov, 1889